# کنتون دیوتی
کنتون دیوتی (انگلیسی: Kenton Duty؛ زادهٔ ۱۲ مهٔ ۱۹۹۵) یک هنرپیشه، و خواننده اهل ایالات متحده آمریکا است. وی از سال ۲۰۰۶ میلادی تاکنون مشغول فعالیت بوده‌است.

## گزیده فیلمشناسی
از فیلم‌ها یا برنامه‌های تلویزیونی که وی در آن نقش داشته‌است می‌توان به آثار زیر اشاره کرد.
- من خان هستم (۲۰۱۰)
- دیوانه از بیرون (۲۰۱۰)
- زندیا (۲۰۱۲)
- نمایش گفتگومحور امشب با جی لنو (۲۰۰۶–۲۰۰۷)
- پرونده سرد (۲۰۰۸)
- لاست (۲۰۱۰)
- جیمی کیمل لایو! (۲۰۱۰)